# Innocente Alessandri
Innocente Alessandri (... – fine del XVIII secolo) è stato un incisore italiano.
Fu allievo di Francesco Bartolozzi e operò a Venezia.
Riprodusse in incisione opere di Maggiotto, Pittoni, Ricci, Solimena e altri.
Incise 200 tavole per illustrare una Descrizione degli animali quadrupedi (1771) di Ludovico Leschi.